# Cherbourg (cheval)
Pour les articles homonymes, voir Cherbourg (homonymie).
Cherbourg (né en 1880) est un cheval de course né dans le Calvados, un Anglo-normand de type carrossier. C'est l'un des étalons à l'origine du Trotteur français. Son père est le chef de race Normand. 

## Histoire
Il naît en 1880 chez l'éleveur Constant Hervieu, à Petiville, dans le Calvados,.
Présenté en course à 3 et 4 ans, il remporte la plupart des épreuves auxquelles il participe. Il atteint une réduction kilométrique de 1'42'' au Pin en 1883, puis de 1'41'' à Caen l'année suivante.  Il cumule la somme de 56 441 francs de gain en 1883, permettant à lui seul de classer son propriétaire largement en tête des gains annuels. Il est acheté après sa saison 1884 par les Haras nationaux, qui le paient 14 000 francs à M. Hervieu, et arrive au Haras national du Pin en 1885.

## Description

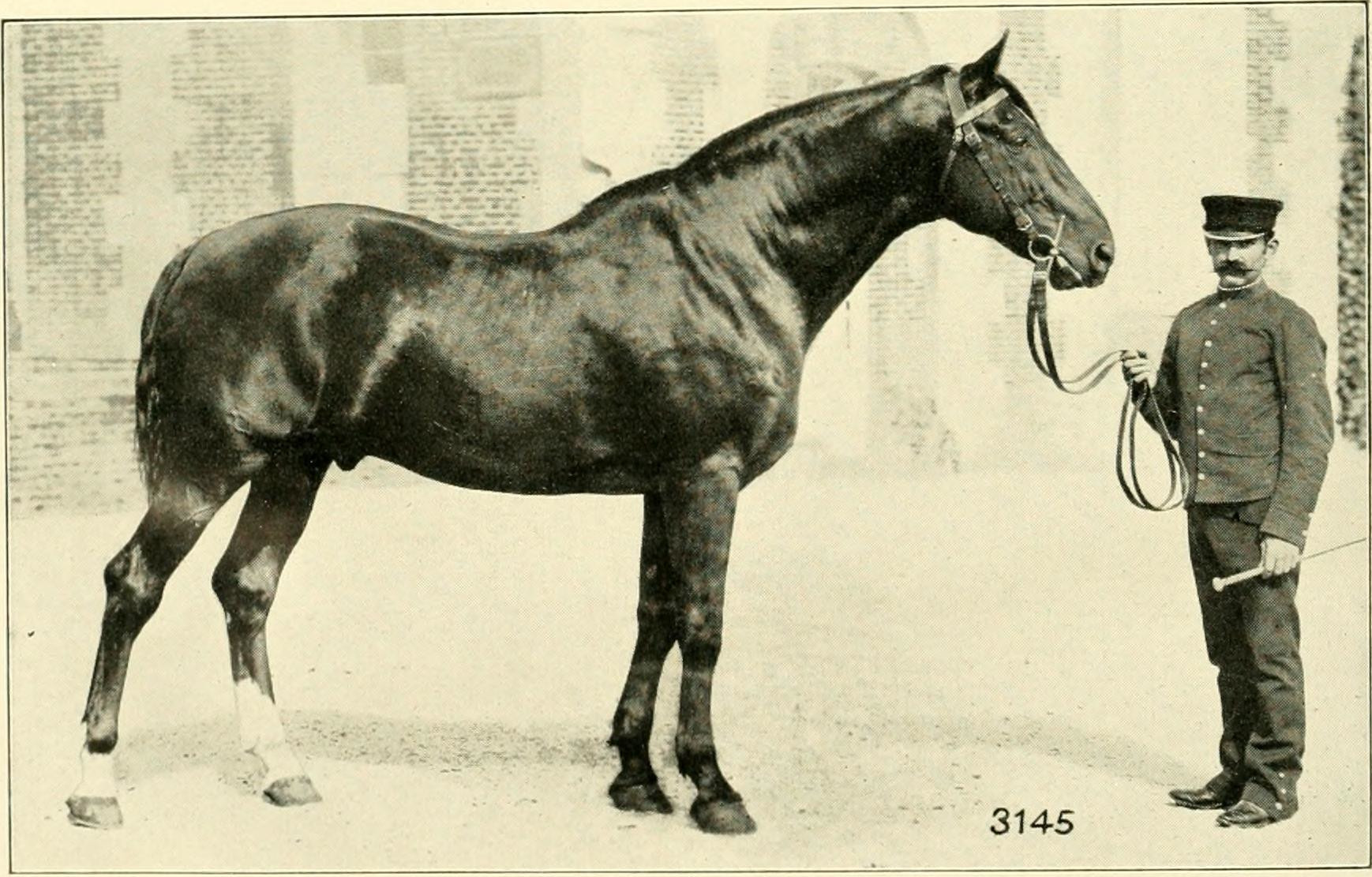
Cherbourg au modèle. Ph. studio Delton.

Au contraire d'autres étalons trotteur de l'époque, Cherbourg est unanimement admiré pour son apparence, typique d'un cheval carrossier. C'est un cheval imposant, haut de 1,68 m, à la robe bai-brun.

## Descendance
Cherbourg est réputé pour donner des poulains de très beau modèle, mais peu adaptés à l'hippodrome et à l'entraînement, car trop lourds pour la vitesse requise. Seul son fils Nabucho, ancêtre de Télémaque V, permet à la lignée de Normand de perdurer. Les filles de l'étalon Niger ont donné de bons chevaux par croisement avec Cherbourg, dont Juvigny et Jolibois.